# 주산안산암질암

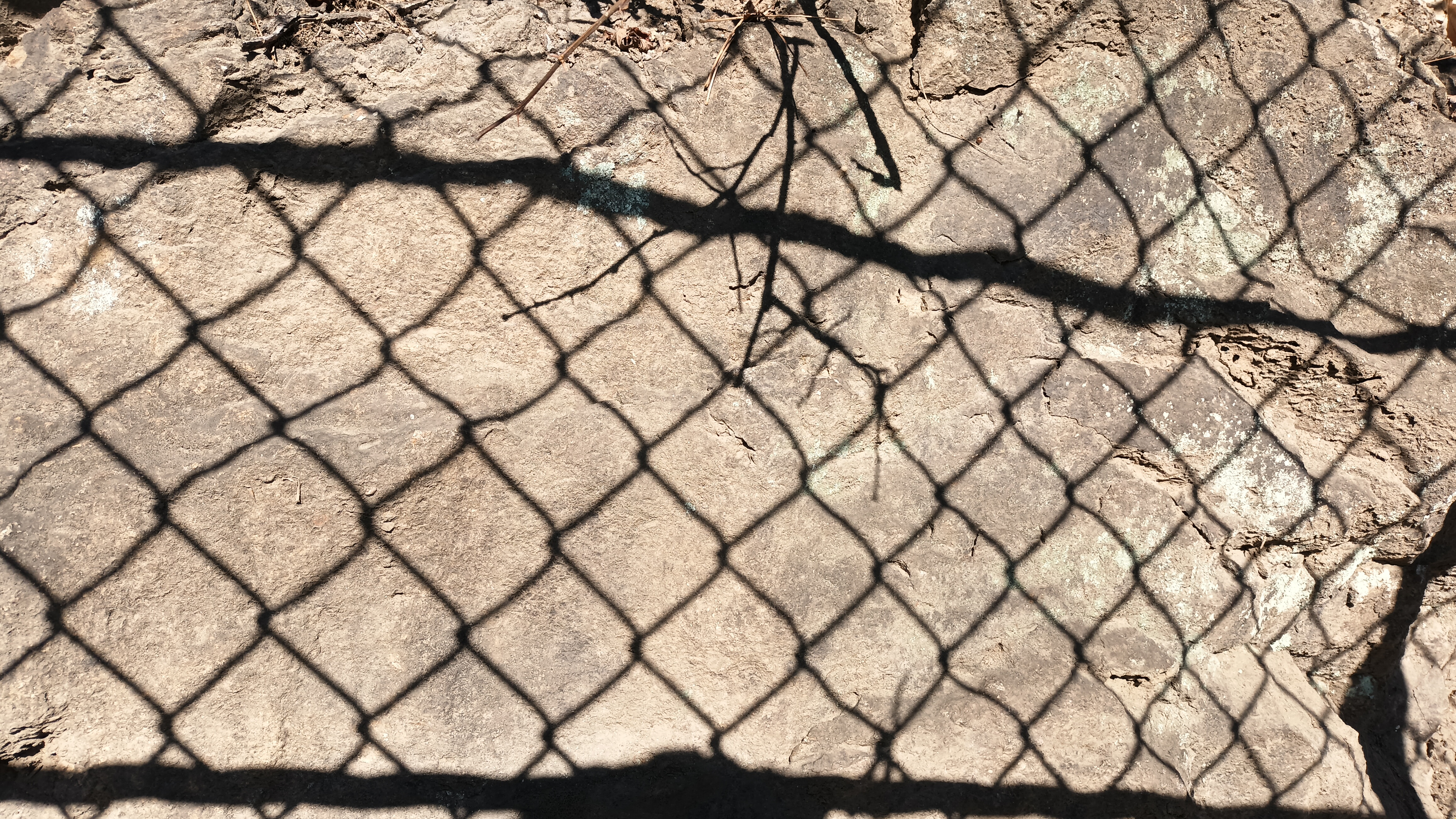
연죽산(292.6 m) 남쪽 남천로 도로변에 드러난 주산안산암질암류 치밀안산암질암의 노두이다.

주산안산암질암(Kjan; Kyeongsang supergroup Yucheon group Jusan andesite rock, 主山安山巖質巖) 또는 주사산안산암질암(Kan; Kyeongsang supergroup Yucheon group Jusasan andesite rock, 硃砂山安山巖質巖)은 청도군, 경주시 산내면, 밀양시, 부산광역시, 김해시, 창원시 일대에 광범위하게 분포하는 안산암질 화산암류이다. 명칭은 1927년 경주 지질도폭을 작성한 타테이와 이와오가 경주시 건천읍 소재 주사산(565.8 m)을 표식지로 하여 주사산 분암층이라 명명하였다가 1963년 마산 지질도폭 조사 당시 이에 대비되는 화산암을 마산도폭 지역에 소재한 주산(主山)을 표식지로 하여 주산안산암질암이라 명명한 데서 유래한다.

## 대구광역시

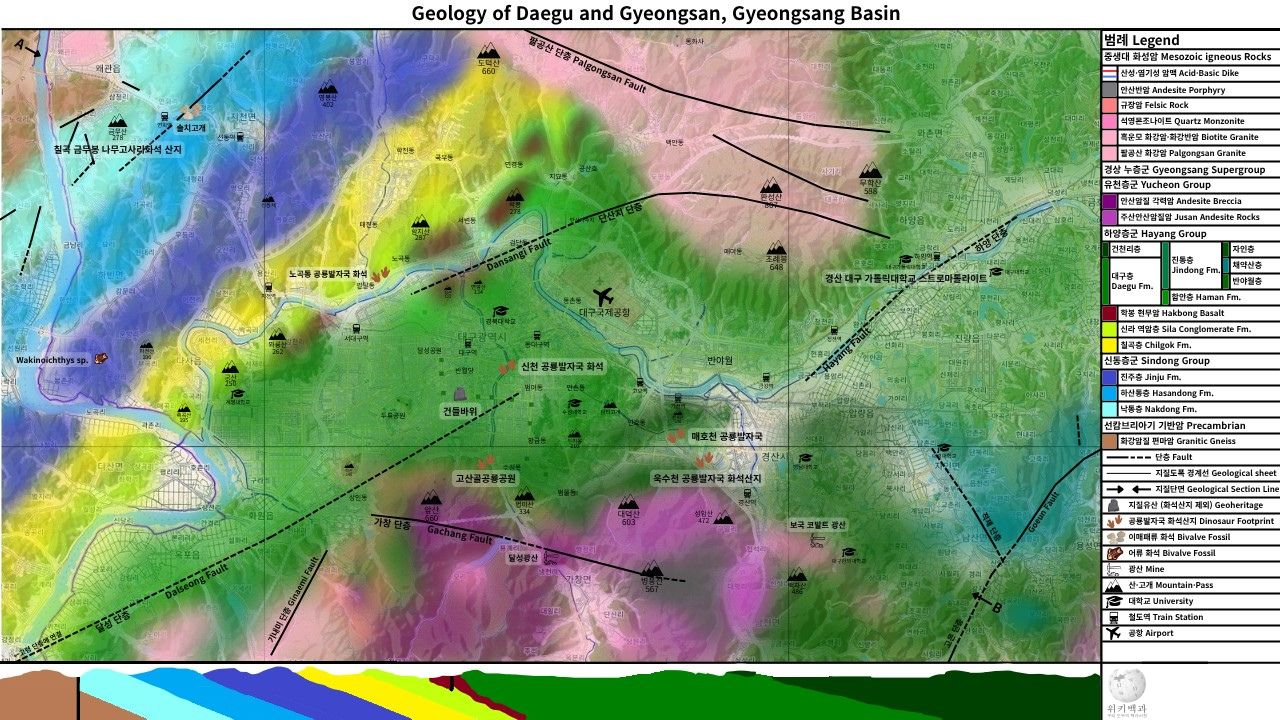
대구광역시와 경산시의 주산안산암질암 분포(보라색)

현풍 지질도폭(1970)에 의하면 대구광역시 달성군 논공읍 본리리, 유가읍 양리, 용리 일대에 분포하는 본 암석은 안산암, 조면안산암, 안산암질반암 등으로 구성되며 암녹색, 암회색, 흑녹색 등을 띤다. 진동층을 암상(巖床)으로 관입하거나 용암류의 형태를 보인다. 유가읍 유곡리, 음리, 초곡리 일대의 본 암석은 암녹색과 회녹색을 띠며 풍화면에 많은 요철을 보이고 경상 누층군 진동층의 것으로 보이는 흑색 셰일의 파편들이 많이 함유되어 있다.

## 경산시
경산 지질도폭(1971)에 의하면 주사산 분암층, 작약산 안산반암, 주산 안산암질암과 동일하며 경산도폭 지역에서 광물 조성과 조직에 의하여 안산암질암, 치밀안산암질암, 안산반암과 관입안산암질 각력암으로 구분된다.
자인 지질도폭(1973)에 의하면 주요 구성 암석은 안산암, 각력질 안산암, 반상 안산암, 응회질 안산암이다. 경산시 용성면 매남리, 송림리, 부일리, 용전리, 청도군 매전면 북부, 금천면 김전리, 소천리, 동곡리, 임당리, 운문면 운문호 북부 지역에 분포한다.

### 안산암질암
경산 지질도폭의 주산안산암질암류 안산암질암(Kan; andesite)은 대구광역시 수성구 범물동, 대흥동, 욱수동의 대덕산, 용지봉, 성암산, 병풍산, 제2수송교육연대, 금성산 산악 지역, 달성군 가창면 삼산리, 경산시 남천면 협석리와 삼성리, 하도리, 남성현재 지역과 청도군 화양읍 송금리, 다로리, 이서면 칠엽리와 대곡리 등지에 분포한다. 대구광역시 수성구와 남천면 금곡리 지역에서 자인층을, 가창면 삼산리에서 자양산층을 관입하였고 화강암류와 안산 반암에 의해 관입당하였다. 수성구 범물동 계곡의 관입 접촉면에서는 기존 암석인 자인층의 흑색 셰일을 파쇄하여 접촉 각력암을 형성케 하였다. 본 암석은 대체로 암녹색 내지 암갈색을 띠며 달성 광산 부근에서와 같이 불국사관입암류 석영몬조나이트(Kqm)에 의한 관입 접촉대에서는 열수 변질 작용(Hydrothermal alteration)에 의해 회백색을 띠기도 한다. 본 암석은 암질(巖質)에 있어 치밀하고 세립질인 것에서부터 조립질이고 수많은 각력을 함유하는 것에 이르기까지 다양하다.
자인 지질도폭의 주산안산암질암 안산암질암(Ka; andesite rock)은 주산안산암질암의 대부분을 차지하며 용성면 동부에서 지형적으로 험준한 산악 지형을 형성한다. 용성면 매남리 일대에서는 자인층의 소편(小片)을 포획하여 대부분 열변질시키고 있으며 용성면 가척리에서는 자인층의 일부를 암상(巖床)의 침식에 의한 노출이나 관입 포획체로 접하고 있다.

### 치밀안산암질암
주산안산암질암류 치밀안산암질암(Kcar; andesite, 緻密安山巖質巖)은 경산시 남천면 협석리, 신석리 일대에 소규모 분포하는 후기의 관입암체이다. 육안상으로 매우 치밀하며 암녹색 내지 암흑색을, 풍화면에서는 회백색 내지 유백색을 띤다. 주요 구성 광물은 사장석, 반자형의 반정을 이루는 투휘석과 자철석이며 부 구성 광물은 각섬석, 흑운모, 녹니석 등이다.

### 안산반암
주산안산암질암류 안산반암(Kanp; andesite porphyrite, 安山斑巖)은 경산시 남천면 산전리 일대에 분포하며 주변 암석에 변질 작용을 가한 것으로 보아 다른 안산암질 암류보다 후기에 관입한 것으로 보인다. 본 암은 담녹색 내지 암녹색을 띠며 그의 풍화토는 적갈색을 띤다.

### 각력질 안산암
주산안산암질암 각력질 안산암(Kba; breccia andesite)은 용성면 부일리와 남천면 신방리 이현재 일대에 분포하는 각력질 안산암이다. 부일리 일대의 본 암석은 암회색, 암녹색을 띠고 기질(基質)은 안산암질 내지 조면안산암질이며 50×80 cm 크기의 거력(巨礫)을 함유하기도 하나 10 cm 내외의 크기가 일반적이다. 간혹 처트, 규암, 사암질인 아원-아각상의 외래역(Alloclastic breccia)을 함유하는 것도 있으며 기질에 장석의 반정(斑晶)이 산재된 것도 있다. 특히 퇴적암의 역(礫) 내지 각력을 갖는 것은 기질이 응회질이며 약한 층리를 보이기도 한다.

### 반상 안산암
주산안산암질암 반상 안산암(Kpa; porphyritic andesite, 斑狀安山巖)은 청도군 운문면 서지리와 지촌리 일부 지역에 소규모 분포한다. 서지리에서는 연회색 내지 암녹회색, 암회색 등을 띠며 은정질인 기질에 장석의 반정을 갖는 것이 일반적이다.

### 응회질 안산암
주산안산암질암 응회질 안산암(Kta; tuff andesite, 凝灰質安山巖)은 청도군 청도읍 운산리와 안인리에 분포한다. 암회색, 녹회색, 녹갈색을 띠고 부분적으로 반상 안산암과 같이 보이기도 하나 치밀한 응회질암으로 흔히 안산암질암과 혼재한다. 운산리에서 채취한 시료의 현미경 관찰한 바에 의하면 유문안산암질 응회암(rhyoandesitic tuff)으로 주요 구성 광물은 사장석, 석영, 정장석 등이고 부 구성 광물은 흑운모, 운모질 점토 광물, 적철석, 자철석이다.

## 경주시
모량 지질도폭(1971)에 의하면 경주시 산내면의 대부분 지역과 건천읍 송선리, 내남면 비지리, 박달리, 상신리, 울산광역시 울주군 두서면 내와리, 복안리 일대에 분포하며 대구층과 건천리층을 관입하였고 불국사 화강암류에 의해 관입당했다. 암상은 비현정질의 안산암, 반상 조직을 갖는 안산암, 각력질 안산암 등으로 구분할 수 있다.

## 창녕군
창녕 지질도폭(1969)에 의하면 달성군 유가읍 본말리와 가태리, 창녕군 성산면 냉천리와 후천리의 퇴포산(268.4 m) 등 산악 지대에 분포하며 안산암, 조면안산암, 휘석안산암 등으로 구성된다. 진동층을 관입하거나 곳에 따라 용암류로 피복하여 진동층의 주향과 일치하기도 한다. 진동층과의 접촉부에서는 암상(巖床)으로 관입하거나 분출류에 의하여 주산안산암질암과 진동층의 흑색 셰일이 호층을 이루고 있어 층리가 잘 발달되어 있는 바 외관상 퇴적암으로 오인하기 쉽다. 현미경 하에서 사장석, 방해석, 각섬석, 휘석으로 구성되고 부 구성 광물로 갈철석이 관찰된다.
영산 지질도폭(1968)에 의하면 안산암, 조면암질안산암, 휘석 안산암, 함각력안산암 등으로 구성되고 색깔은 암녹색이 우세하나 녹색, 암회색, 암갈색 등으로 잡다하다. 본 암석은 함안층과 진동층을 암주(巖柱), 암상(巖床) 내지 암맥상으로 관입하고 있으며 층상으로 나타나는 곳도 있다. 창녕군 부곡면 수다리와 비봉리, 구산리, 밀양시 무안면과 초동면, 하남읍의 대부분 지역에 분포한다.

## 청도군

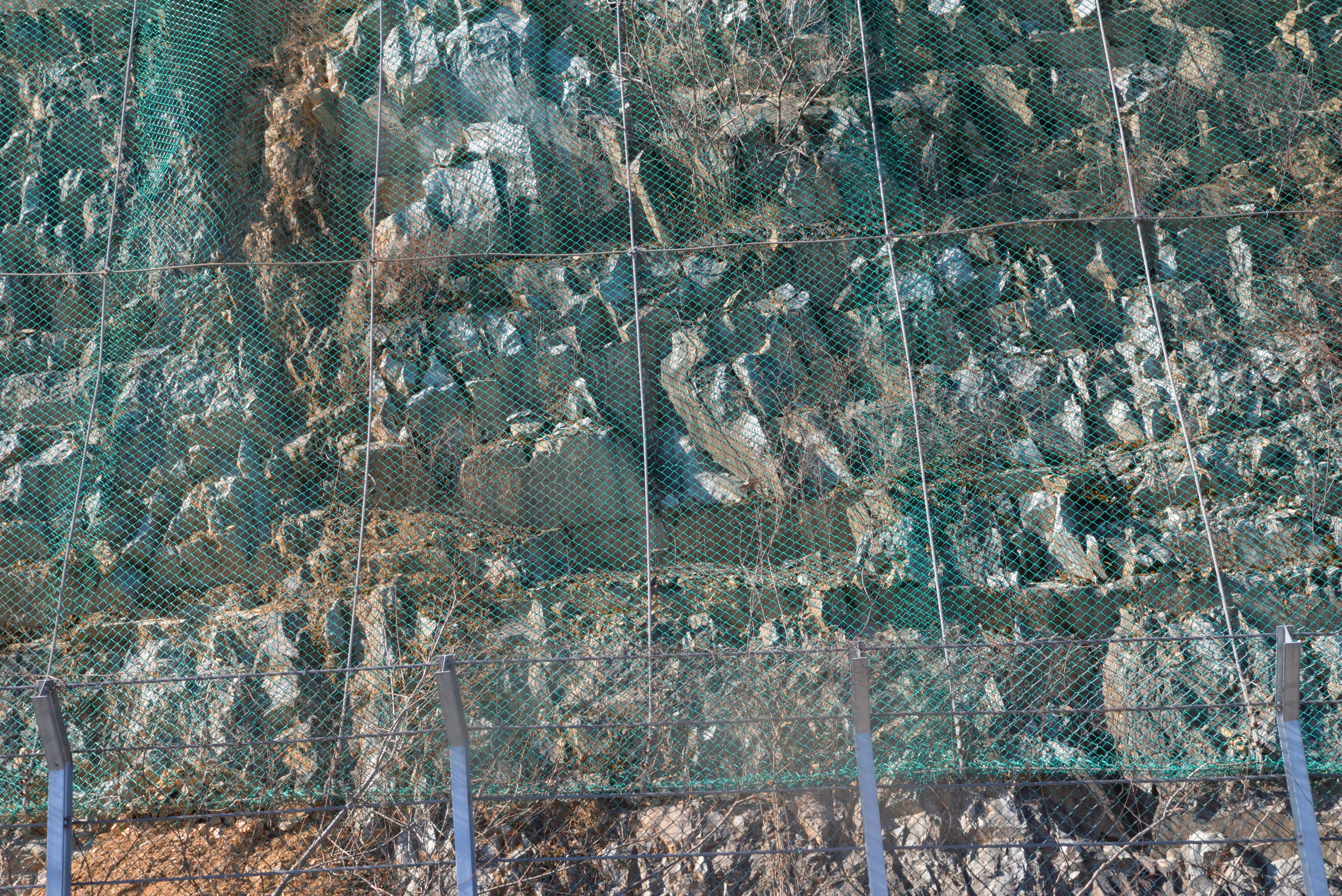
청도군 풍각면 금곡리, 비티재 정상 부근 국도 제20호선 도로변

청도 지질도폭(1964)에 의하면 안산암, 조면암질안산암, 휘석안산암 대체로 관입보다는 분출(extrusive)의 양상을 보인 곳이 더 많다. 본 암은 경상 누층군 진동층 상부를 덮었으며 두께는 분출한 것으로 따지자면 600 m 이상에 달한다. 화악산(932.1 m), 철마산(633.9 m), 열왕산(663.3 m) 일대는 분출에 의한 것이며 분출 시에 형성된 층(layer)이 발달하여 멀리서 보면 퇴적암처럼 보인다. 화악산 능선부에 흑운모 화강암체와 접하는 부분의 본 암 중에 자철석이 광염(鑛染)되어 있으며 때로 황철석의 결정을 볼 수 있는 바 이는 화강암의 관입에 의한 것이다.

## 울산광역시
언양 지질도폭(1972)에 의하면 암갈색, 암녹색, (암)녹회색의 함각력질안산반암, 안산반암, 안산암, 응회질암으로 구성되며 대부분 양산 단층 서부 지역인 울산광역시 울주군의 고현산(1034.1 m), 고운산(760.8 m), 신불산(1159.3 m), 상북면 이천리 양산시 원동면 선리 등 산악 지역에 분포한다. 양산 단층 동부인 삼동면 조일리와 보은리에도 분포한다. 양산 단층에 의해 대구층과 단층으로 접촉하며 삼동면 보은리에서는 대구층을 층상으로 관입하여 퇴적암과 유사한 구조를 보인다. 본 암은 언양 화강암 등에 의해 관입당해 부분적으로 변질대를 형성한다.
울산 지질도폭과 방어진 지질도폭(1968)에서는 주산안산암질암 대신 화장산석영안산암(Khda; Hwajangsan quartz andesite, 華莊山石英安山巖)으로 명명되어 있다. 울주군 청량읍 중리-온양읍 삼광리의 화장산(362.1 m)에서 이름이 유래되었으며 석영 안산암에 해당한다. 울주군 청량읍 삼정리와 중리, 온양읍 삼광리에 분포한다.

## 밀양시
유천-밀양도폭(1987)에서 주사산안산암질암류는 하위로부터 팔룡산 응회암, 비반상 안산암, 안산암질 라필리 응회암, 밀양안산암, 정각산층 및 범도리 안산암 순으로 구분된다.

### 비반상 안산암
주사산안산암질암류 비반상 안산암(Kapa; Kyeongsang supergroup Yucheon group Jusasan andesitic rocks aphyric andesite, 非斑狀 安山巖)은 밀양시 하남읍 백산리와 파서리, 상남면 외산리 남부와 동산리 앞산(200.4 m) 일대, 조음리 저산 지역, 김해시 생림면 마사리-한림면 금곡리 작약산(377.8 m) 일대에 그리고 상동면 감노리와 양산시 원동면 서룡리에 소규모 분포한다. 안산암질 라필리 응회암에 의해 덮이며 암녹색 내지 암회색을 띠고 다소 풍화된 절리면에서는 적갈색으로 된 부분도 있다. 육안으로 반정(斑晶)이 없으며 아주 드물게 작은 사장석과 휘석 반정이 관찰된다.

### 안산암질 라필리 응회암
주사산안산암질암류 안산암질 라필리 응회암(Kalt; Kyeongsang supergroup Yucheon group Jusasan andesitic rocks andesitic lapilli tuff, 安山巖質―凝灰巖)은 김해시 생림면 생철리와 밀양시 상남면 외산리-동산리의 붕어등(278.4 m)에서 조음리까지 비반상 안산암 분포지역 북동부에서 북서-남동 방향으로 분포한다. 본 암석은 밀양안산암 아래에 놓이고 생림면에서는 운문사유문암질암류 유문암질 회류응회암에 의해 직접 덮이기도 하며 상남면 동산리와 생림면 생철리에서 각각 세립화강섬록암과 각섬석흑운모화강암에 의해 관입당했다.

### 비현정질안산암
주사산안산암질암류 비현정질안산암(Kang1; 非顯晶質安山巖)은 밀양시 상동면 안인리와 옥산리 저지대, 청도군 초현리-유호리 경계 지역 그리고 밀양시 단장면 구천리 동부 재약산 산정 부근에 소규모 분포한다. 운문사유문암질암류 석영안산암 내에 소량의 포획체로 관찰되기도 한다. 상동면 일대에서는 집괴암을 포함하고 밀양읍 교동 일대에서는 안산암질 응회암을 협재하기도 한다. 청도읍 사촌동 오리산성이나 산내면 송백리 등지에서 정각산층과의 접경부에서는 자체의 각력을 다량 함유한다. 단장면 구천리의 이 암석 분포지에는 재약산 층층폭포가 발달해 있다.

### 밀양안산암
주사산안산암질암류 밀양안산암(Kma; Kyeongsang supergroup Yucheon group Jusasan andesitic rocks milyang andesite, 密陽安山巖)은 밀양시 내일동, 용평동, 활성동, 가곡동, 남포동, 삼랑진읍 숭진리, 상남면 기산리, 연금리, 평촌리, 마산리 지역과 단장면 무릉리, 국전리에서 고례리의 밀양호를 지나 양산시 원동면 대리, 선리로 이어지는 지역, 김해시 상동면 감로리에서 양산시 원동면 원리, 서룡리, 화제리, 내포리, 어곡동 서부에 이르는 지역 3개 지역에 떨어져 대규모로 분포한다. 이는 운문사유문암질암류에 의해 덮여 지역적으로 격리된 것이다. 본 암은 단장면과 원동면 내포리에서 정각산층에 의해 덮이고 원동면 선리와 대리 일부 지역에서 정각산층과 호층을 이룬다. 이외에 지역에서는 운문사유문암질암류의 회류 및 강하응회암에 의해 덮이거나 유문암, 불국사 화강암류에 의해 관입당했다. 본 암은 500 m 이상의 두께를 가지며 대부분 안산암질 용암으로 생각된다. 본 암은 대개 암녹회색을 띠고 안산암질 응회암과의 접촉부에서 갈회색을 띠는 곳도 있다.

### 정각산층
주사산안산암질암류 정각산층(Kch; Kyeongsang supergroup Yucheon group Jusasan andesitic rocks cheŏnggaksan formation, 正覺山層)은 정각산(860.1 m)에서 이름이 유래되었으며 밀양시 산내면 임고리 남부, 단장면 구천리 남서부, 고례리와 범도리, 양산시 원동면 선리와 대리 지역에 분포한다. 본 층 하부는 녹색 내지 녹회색의 응회질사암 및 셰일로 구성되며 최하부는 밀양안산암의 직상부 기저 역암에 해당하는 응회질역암이 놓인다. 이들은 화산쇄설물 및 안산암을 다량 함유하며 원동면 대리 동부에서는 회백색 처트질셰일이 협재된다. 중부는 호상층리를 잘 발달시키는 회색의 응회질셰일 및 회백색의 사암으로 구성되고 중부의 최하부와 중부에 응회암이 협재된다. 상부는 자색 응회질셰일이 대부분이고 응회질사암 혹은 역암이 협재된다. 응회질셰일만 있는 곳에서는 층리 없이 괴상(塊狀)을 보인다. 지층의 주향과 경사는 원동면 선리에서 북동 20~60°및 북서 33~70°이고 단장면 고례리에서 북동 70°~동-서~북서 80° 및 북 18~30°, 국전리에서 북서 50~80°및 북동 10~26°이다.

### 범도리 응회암
주사산안산암질암류 범도리 응회암(Kpa; Kyeongsang supergroup Yucheon group Jusasan andesitic rocks pŏmdori andesite formation, 泛棹里 凝灰巖)은 밀양시 단장면 범도리 지역에 분포하며 두께는 최고 200 m이다.

## 양산시
양산 지질도폭(1964)에 의하면 운암산(418.6 m), 울주군 삼동면 조일리, 출강리 남부와 작동리 남서부 등 산악 지대에 분포하며 두께는 약 600 m이다.

## 창원시
마산 지질도폭(1963)에 의하면 안산암, 분암(玢巖), 조면암질 안산암류 등의 용암류, 관입암체, 암상(巖床) 등의 양상을 보이며 진동층과 정병산층, 팔룡산 응회암을 덮거나 관입한다.
창원시 남부의 주산안산암질암은 더 세분화된다. 이에 대해서는 창원시의 지질 문서를 참조하라.

## 김해시
김해도폭(1964)에 의하면 안산암류(Kjan), 변질안산암(aa), 함각력안산암(Kba) 등으로 구분되며 김해시 삼문동, 부곡동, 주촌면 내산리, 덕암리, 한림면 병동리, 명동리, 신천리, 안곡리, 생림면 나전리, 사촌리, 상동면 우계리 등지에 분포한다.
김해 지질도폭 지역인 김해시 대청동 산 69-11 (N 35°11'16.29", E 128°46'17.89")에 위치한 대청계곡의 장유 폭포는 하양층군 진동층과 유천층군 주산안산암질암이 접하는 곳에서 차별 침식으로 만들어진 하천 침식지형이다. 유천층군 주산안산암질암은 주로 안산암질-데사이트질의 화산각력암으로 구성되며 진동층 응회질 퇴적암층의 암편을 포함하는 것으로 보아 진동층 퇴적 후 화산활동의 발생을 지시한다.

## 부산광역시
동래-월내(1978), 부산-가덕(1983)도폭에 해당하는 부산광역시 지역에서는 신라층군 안산암질암류(Kan; Kyeongsang supergroup sinra gruop andesite, 安山巖質巖類)로 명명되며 기장군에서 가장 넓은 면적을 차지하고 있다. 철마면의 거의 전 지역과 기장읍, 일광읍의 (남)서부 산악지역, 금정구 윤산(317.1 m) 주변, 해운대구 석대동 동부와 반여동 북서부, 연제구의 배산(256.4 m) 주변, 만덕동 산악 지역과 덕천동-화명동-만덕동 경계 지역, 초읍동-거제동-양정동 경계 산악 지역, 괴정동의 대부분 지역, 사하구 다대동 서부 지역과 장림동 남동부 봉화산 지역, 황령산(427 m) 주변 지역 등지에 분포한다. 
주산안산암질암에 대비되는 이 암석은 신라층군의 화산암류 중에서 비교적 초기에 형성된 것이며 폭발적인 안산암질 화산각력암의 분출이 거의 끝나고 이루어져 대부분 안산암질 화산각력암의 상부에 놓인다. 이 안산암류도 안산암질 화산 각력암과 마찬가지로 이 지역 화강암류의 관입에 의한 심한 열변질을 받아 아주 견고하며 녹렴석(綠簾石), 녹니석, 방해석 등을 수반한다. 야외에서 외관상 녹색 계통의 색을 띤다. 본 암의 상위에 놓이는 석영안산암, 유문석영안산암과는 직접 접하기도 하나 암석 색깔의 특징은 이들의 구분에 가장 쉬운 기준이 된다. 그러나 곳에 따라 암녹색의 암석이 본 지층 하부에 놓이고 상부로 갈수록 암석 색깔이 점이적으로 변해 상위 지층과의 경계를 찿기 어려운 곳도 있다.
(주산)안산암질암류가 분포하는 기장군 기장읍 시랑리 655-5 (N 35°10'53.73", E 129°12'41.71")에는 화산 함몰 구조와 관련하여 만들어진 단층암인 슈도타킬라이트(Pseudotachylyte)가 나타난다. 슈도타킬라이트는 단층 운동으로 인한 고속마찰열로 용융된 물질이 굳어서 만들어진 단층암으로 국내에서는 드물게 보고되며 특히 화산활동과 관련된 것은 거의 보고되지 않은 매우 희귀한 지질 유산이다.

## 같이 보기
- 경상 누층군
- 대구광역시의 지질
- 경산시의 지질
- 울산광역시의 지질
- 부산광역시의 지질
- 창원시의 지질
- 한국의 지질
- 안산암